# André Chorda
André Chorda (20 de febrer de 1938 - 18 de juny de 1998) fou un futbolista francès.

## Selecció de França
Va formar part de l'equip francès a la Copa del Món de 1966.